# Spilosoma griveaudi
Spilosoma griveaudi là một loài bướm đêm thuộc phân họ Arctiinae, họ Erebidae.